# Kravčji Vrh
Kvasíca je naselje v Sloveniji.

## Zgodovina
V bližini vasi (1 km južno) je 22. septembra 1942 potekal spopad, v katerem so hrvaški partizani uničili italijansko kolono.
Vas je leta 1962 dobila vodovod.

## Geografija
Povprečna nadmorska višina naselja je 169 m.
Pomembnejša bližnja naselja so: Dragatuš (3 km) in Črnomelj (5 km).